# Cochlearium
Ne doit pas être confondu avec Cochlearius ou Cochlearia.

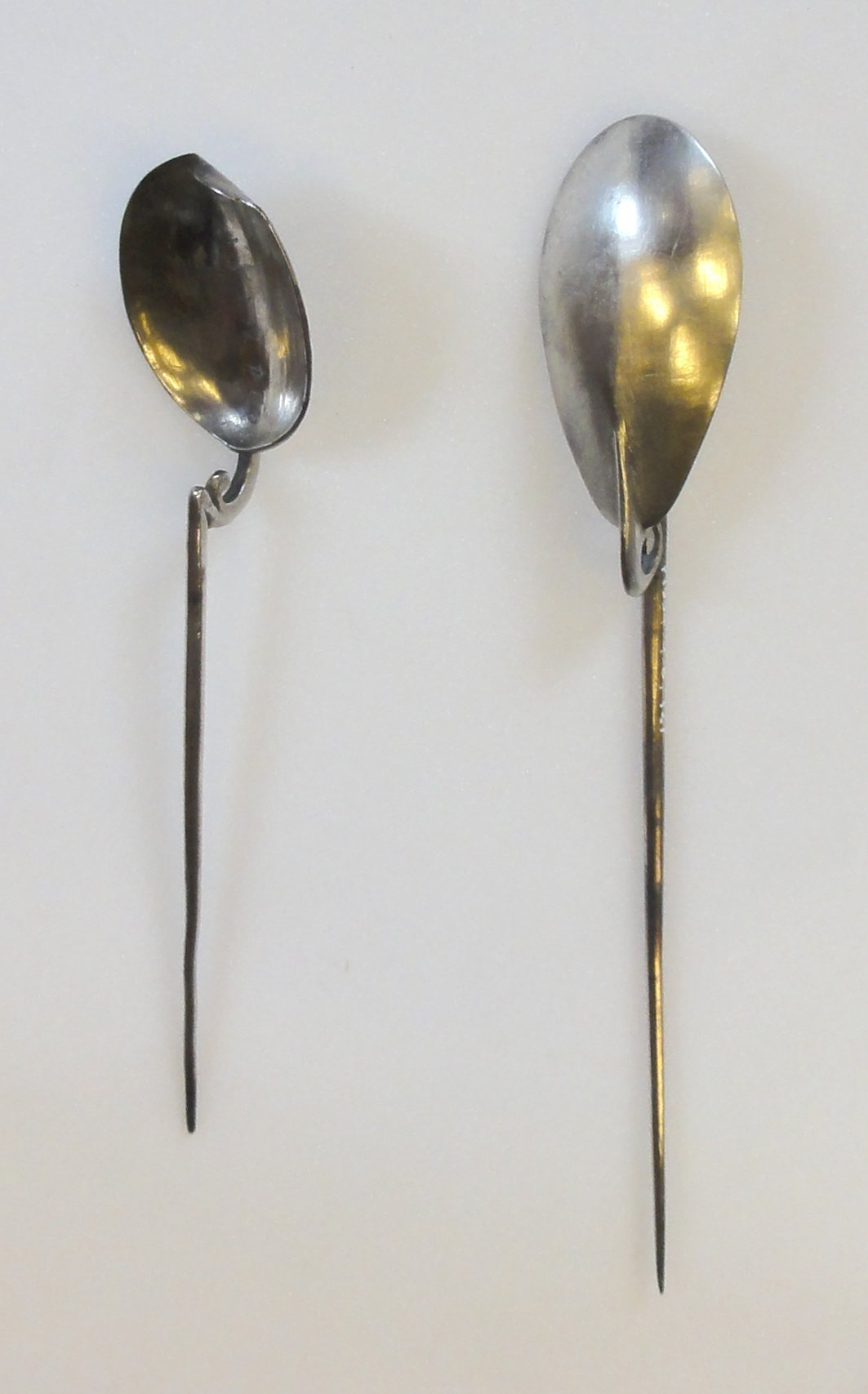
Deux cochlearia d'argent du trésor de Hoxne.

Un cochlearium (au pluriel cochlearia) est une petite cuillère avec un long manche effilé utilisée dans la Rome antique.

## Étymologie
Le mot cochlea signifie littéralement « escargot », « coquille d'escargot », ce qui a conduit de nombreux spécialistes à penser que ces cuillères servaient à extraire les escargots de leur coquille afin de les manger. Un cochlearium, cochlear ou cochleare désigne aussi une cuillerée.
Le mot a donné « cuillère » en français.

## Histoire
Des cochlearia ont été retrouvés sur de nombreux sites romains du IVe siècle et du Ve siècle. 